# Sojitz
Sojitz (双日株式会社?, Sōjitsu Kabushiki-gaisha) è un conglomerato mondiale, con sede a Tokyo in Giappone, che opera in una serie di settori diversi, principalmente nel settore dello scambio di beni e servizi.
Nel 2022 Goldman Sachs e Sojitz hanno annunciato la costituzione in comune di una nuova società che opererà nei servizi di gestione di attivi immobiliari e di proprietà in Giappone, offrendo tra l’altro consulenze in materia di investimenti, analisi delle prestazioni dei portafogli, gestione di portafogli e servizi di back office, quali la preparazione di documenti fiscali e di rendiconti finanziari.